# Paul Wunderlich
Paul Wunderlich (Eberswalde, 10 marzo 1927 – Saint-Pierre-de-Vassols, 6 giugno 2010) è stato un artista tedesco.

## Biografia
Wunderlich ha frequentato la classe di grafica sotto Willi Titze al Landeskunstschule ad Amburgo (1947-1951). Dopo aver terminato gli studi, è stato nominato insegnante di tecniche grafiche tra il 1951 e il 1960, in particolare l'insegnamento delle tecniche di incisione e litografia. Dal 1960-1963 ha vissuto e lavorato a Parigi. È tornato ad Amburgo nel 1963, a seguito di una chiamata come professore alla Hochschule der Bildenden Künste. La seconda metà del 1960 è stato caratterizzato da esperimenti con varie tecniche. Nel 1964 partecipa a documenta 3. A partire dal 1980 il lavoro di Wunderlich si è concentrato sulla scultura. Paul Wunderlich è considerato il più importante rappresentante del Realismo magico.